# キックスタート
『キックスタート』(KICK START) はタイトーから1984年にリリースされたアーケードゲーム。ジャンルはレースゲームである。

## ゲームのルール
ゴールを目指して進んで行く。タイムが10秒以下でミスするとゲームオーバー。
- レバーとボタン仕様の場合

2方向レバー、2ボタン（セカンド、トップ）でプレイヤーを操作する。
- レバーとリボルブスイッチ仕様の場合

2方向レバー、リボルブスイッチでプレイヤーを操作する。